# Lythrypnus
Lythrypnus – rodzaj ryb z rodziny babkowatych.

## Klasyfikacja
Gatunki zaliczane do tego rodzaju:
| - Lythrypnus alphigena - Lythrypnus brasiliensis - Lythrypnus cobalus - Lythrypnus crocodilus - Lythrypnus dalli - Lythrypnus elasson - Lythrypnus gilberti - Lythrypnus heterochroma - Lythrypnus insularis - Lythrypnus lavenbergi | - Lythrypnus minimus - Lythrypnus mowbrayi - Lythrypnus nesiotes - Lythrypnus okapia - Lythrypnus phorellus - Lythrypnus pulchellus - Lythrypnus rhizophora - Lythrypnus solanensis - Lythrypnus spilus - Lythrypnus zebra |